# Mittelrheinpokal 2016/17
Der Mittelrheinpokal 2016/17 war die 25. Austragung im Fußball-Mittelrheinpokal der Männer, der vom Fußball-Verband Mittelrhein veranstaltet wurde. Der Wettbewerb wurde nach einem Sponsor Bitburger-Pokal genannt. Der Sieger qualifizierte sich für die erste Hauptrunde des DFB-Pokal 2017/18. Im Finale gewann der Bonner SC mit 1:0 gegen den SC Fortuna Köln.

## Modus
Der Mittelrheinpokal wird im K.-o.-System ausgetragen. In jeder Runde gibt es ein Spiel. Wenn ein Spiel nach 90 Minuten unentschieden steht, wird das Spiel um zweimal 15 Minuten verlängert. Sollte danach immer noch keine Entscheidung gefallen sein, folgt ein Elfmeterschießen. Das Finale wird seit 2012 im Sportpark Nord in Bonn ausgetragen.

## Teilnehmende Mannschaften
Für den Mittelrheinpokal 2016/17 qualifizierten sich automatisch die Vereine aus dem Verbandsgebiet, die in der 3. Liga und der Regionalliga West 2016/17 spielten. Dazu kamen die drei erstplatzierten Mannschaften aus den Kreispokalwettbewerben der Kreise Köln, Bonn, Sieg, Berg, Euskirchen, Rhein-Erft, Aachen, Düren und Heinsberg sowie der FC Wegberg-Beeck, der Absteiger aus der Regionalliga West 2015/16.
Am Mittelrheinpokal 2016/17 nahmen folgende Mannschaften teil.
- 3. Liga
  - SC Fortuna Köln
- Regionalliga
  - Alemannia Aachen, Bonner SC, FC Viktoria Köln (Titelverteidiger)
- Kreis Köln
  - SV Deutz 05, FC Pesch, FC Leverkusen
- Kreis Bonn
  - SSV Merten, FV Bonn-Endenich, SV Wachtberg
- Kreis Sieg
  - FV Bad Honnef, Siegburger SV 04, 1. FC Niederkassel
- Kreis Berg
  - SV Bergisch Gladbach 09, TV Herkenrath, FV Wiehl
- Kreis Euskirchen
  - TSC Euskirchen, TuS Mechernich, SV Nierfeld
- Kreis Rhein-Erft
  - Hilal Bergheim, SC Brühl 06/45, GKSC Hürth
- Kreis Aachen
  - DJK FV Haaren, VfL 08 Vichttal, SV Rott
- Kreis Düren
  - Viktoria Arnoldsweiler, SG GFC Düren 99, FC Düren-Niederau
- Kreis Heinsberg
  - FC Wegberg-Beeck, Germania Teveren, Rheinland Dremmen, SV Helpenstein

## 1. Runde
Die Partien wurden vom 8. Oktober bis zum 2. November 2016 ausgetragen.
| Datum                 |                         | Ergebnis  |                        |
| --------------------- | ----------------------- | --------- | ---------------------- |
| 08.10.2016, 16:00 Uhr | SV Wachtberg            | 0:6       | SC Fortuna Köln        |
| 09.10.2016, 15:00 Uhr | FV Bad Honnef           | 4:1       | SV SW Nierfeld         |
| 09.10.2016, 15:00 Uhr | SC Brühl 06/45          | 2:1       | FV Bonn-Endenich       |
| 09.10.2016, 15:00 Uhr | SSV Merten              | 1:2       | Siegburger SV 04       |
| 09.10.2016, 15:00 Uhr | DJK FV Haaren           | 1:3       | Hilal Bergheim         |
| 09.10.2016, 15:00 Uhr | TSC Euskirchen          | 6:1       | SV Rott                |
| 09.10.2016, 15:00 Uhr | SV Bergisch Gladbach 09 | 3:1       | SV Deutz 05            |
| 09.10.2016, 15:00 Uhr | SG GFC Düren 99         | 8:0       | SV Helpenstein         |
| 09.10.2016, 15:00 Uhr | FC Pesch                | 1:4 n. V. | Viktoria Arnoldsweiler |
| 09.10.2016, 15:00 Uhr | TuS Mechernich          | 2:1       | 1. FC Niederkassel     |
| 09.10.2016, 15:00 Uhr | VfL 08 Vichttal         | 3:0       | Germania Teveren       |
| 09.10.2016, 15:00 Uhr | FC Leverkusen           | 2:3       | TV Herkenrath          |
| 09.10.2016, 15:00 Uhr | FV Wiehl 2000           | 2:0       | GKSC Hürth             |
| 11.10.2016, 19:30 Uhr | FC Düren-Niederau       | 0:2       | Bonner SC              |
| 19.10.2016, 19:30 Uhr | Rheinland Dremmen       | 0:5       | FC Viktoria Köln       |
| 02.11.2016, 19:00 Uhr | FC Wegberg-Beeck        | 0:3       | Alemannia Aachen       |

## 2. Runde
Die Partien wurden vom 18. bis 23. November 2016 ausgetragen.
| Datum                 |                  | Ergebnis  |                         |
| --------------------- | ---------------- | --------- | ----------------------- |
| 18.11.2016, 19:30 Uhr | VfL 08 Vichttal  | 1:4       | FC Viktoria Köln        |
| 19.11.2016, 13:00 Uhr | Siegburger SV 04 | 1:2       | SV Bergisch Gladbach 09 |
| 19.11.2016, 14:00 Uhr | SG GFC Düren 99  | 2:3       | Bonner SC               |
| 19.11.2016, 14:00 Uhr | FV Wiehl 2000    | 2:4       | Viktoria Arnoldsweiler  |
| 19.11.2016, 14:30 Uhr | FV Bad Honnef    | 0:2       | Hilal Bergheim          |
| 19.11.2016, 14:30 Uhr | TuS Mechernich   | 1:3 n. V. | TV Herkenrath           |
| 19.11.2016, 15:00 Uhr | SC Brühl 06/45   | 1:4       | TSC Euskirchen          |
| 23.11.2016, 19:00 Uhr | Alemannia Aachen | 0:1       | SC Fortuna Köln         |

## Viertelfinale
Die Partien wurden vom 25. Februar bis zum 15. März 2017 ausgetragen.
| Datum                 |                 | Ergebnis |                         |
| --------------------- | --------------- | -------- | ----------------------- |
| 25.02.2017, 15:00 Uhr | TV Herkenrath   | 1:0      | Hilal Bergheim          |
| 08.03.2017, 19:30 Uhr | Bonner SC       | 2:1      | Viktoria Arnoldsweiler  |
| 08.03.2017, 20:00 Uhr | SC Fortuna Köln | 3:1      | SV Bergisch Gladbach 09 |
| 15.03.2017, 18:30 Uhr | TSC Euskirchen  | 1:2      | FC Viktoria Köln        |

## Halbfinale
Die Partien wurden am 19. April und am 2. Mai 2018 ausgetragen.
| Datum                 |                 | Ergebnis |                  |
| --------------------- | --------------- | -------- | ---------------- |
| 19.04.2017, 19:30 Uhr | SC Fortuna Köln | 2:1      | TV Herkenrath    |
| 02.05.2017, 19:30 Uhr | Bonner SC       | 2:0      | FC Viktoria Köln |

## Finale
Das Finale wurde am 25. Mai 2017 im Sportpark Nord in Bonn ausgetragen.
| Datum                 |                 | Ergebnis |           |
| --------------------- | --------------- | -------- | --------- |
| 25.05.2017, 17:00 Uhr | SC Fortuna Köln | 0:1      | Bonner SC |

## Beste Torschützen
Nachfolgend aufgelistet sind die besten Torschützen der Mittelrheinpokal-Saison 2016/17. Sortiert wird nach Anzahl der Treffer, bei gleicher Trefferzahl alphabetisch.
| Rang     | Spieler              | Verein                  | Tore |
| -------- | -------------------- | ----------------------- | ---- |
| 1        | David Jansen         | FC Viktoria Köln        | 6    |
| 2        | Felix Backszat       | FC Viktoria Köln        | 3    |
|          | Alexander Eppink     | SG GFC Düren 99         | 3    |
| 4        | Yannick Albrecht     | SV Bergisch Gladbach 09 | 2    |
|          | Cauly Oliveira Souza | SC Fortuna Köln         | 2    |
|          | Benjamin Nuhi        | Bonner SC               | 2    |
|          | Markus Pazurek       | SC Fortuna Köln         | 2    |
|          | Björn Salger         | SG GFC Düren 99         | 2    |
|          | Daisuke Takai        | SG GFC Düren 99         | 2    |
|          | Christopher Theisen  | SC Fortuna Köln         | 2    |
| Endstand |                      |                         |      |